# Вулиця Дмитра Апухтіна
Вýлиця Дмитра Апухтіна — вулиця у Вознесенівському районі міста Запоріжжя. Починається від вулиці Професора Анатолія Бойка й закінчується вулицею Дмитра Донцова.

## Історія
За радянських часів вулиця мала назву на честь Героя СРСР Олександра Матросова.
29 вересня 2023 року, рішенням Запорізької міської ради, вулиця Олександра Матросова перейменована на честь уродженця Запоріжжя, Героя України (25 березня 2022 року, посмертно), полковника, заступника командира 23-ї окремої бригади охорони громадського порядку «Хортиця» Національної гвардії України, учасника російсько-української війни Дмитра Апухтіна, який загинув під час російського вторгнення в Україну 2022 року.